# 그녀를 모르면 간첩
《그녀를 모르면 간첩》은 2004년에 개봉한 대한민국의 코미디 영화이다.

## 캐스팅
- 김정화 : 박효진/림계순 역
- 공유 : 최고봉 역
- 백일섭 : 박무순 역
- 김애경 : 오미자 역
- 남상미 : 남진아 역
- 조달환 : 송효국 역
- 허율 : 장웅길 역
- 유인영 : 우월란 역
- 김명국 : 고봉 아빠 역
- 김문학 : 현민 역
- 안해숙 : 고봉 엄마 역
- 박진택 : 점장 역
- 박경환 : 검은 양복 사내 1 역
- 박재현 : 검은 양복 사내 3 역
- 김지완 : 서바이벌 조교 4 역
- 송창곤 : 윤 병장 역
- 유순철 : 노령 간첩 역
- 이용직 : 양아치 1 역
- 심재원 : 폭력배 4 역
- 이재혁 : 병무청 직원 역
- 백승희 : 젊은 여자 역
- 이광기 : 김영광 역 (특별출연)
- 자두 : 박효진 역 (특별출연)